# Königliches Schloss Berchtesgaden

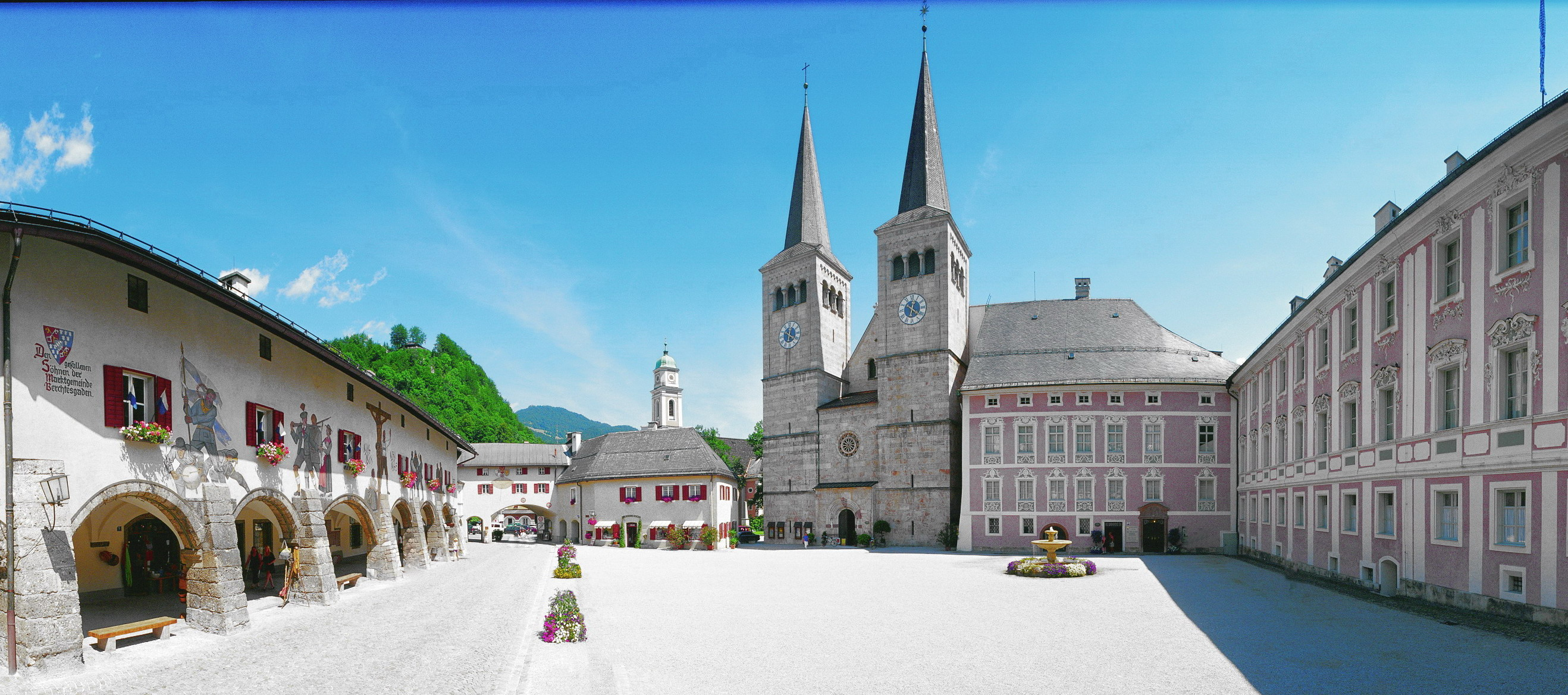
180°-Ansicht des Schlosses mit Stiftskirche und Schlossplatz

Das Königliche Schloss Berchtesgaden ist ein denkmal- und ensemble-geschütztes ehemaliges Augustiner-Chorherrenstiftsgebäude in Berchtesgaden, dessen Anfänge etwa ins Jahr 1102 zurückreichen und das nach mehreren Umbauten auch als Residenz der Fürstpropstei Berchtesgaden diente. Ab 1810 befand es sich im Eigentum des Bayerischen Königshauses, heute des Wittelsbacher Ausgleichsfonds. Nachdem Kronprinz Rupprecht von Bayern mit seiner Familie das Schloss von 1922 bis 1933 bezogen hatte, machte er Teile davon der Öffentlichkeit zugänglich und setzte damit den Anfang für das Schlossmuseum, das derzeit an fünf bis sechs Tagen für Führungen geöffnet hat.

## Geschichte

### Die Anfänge

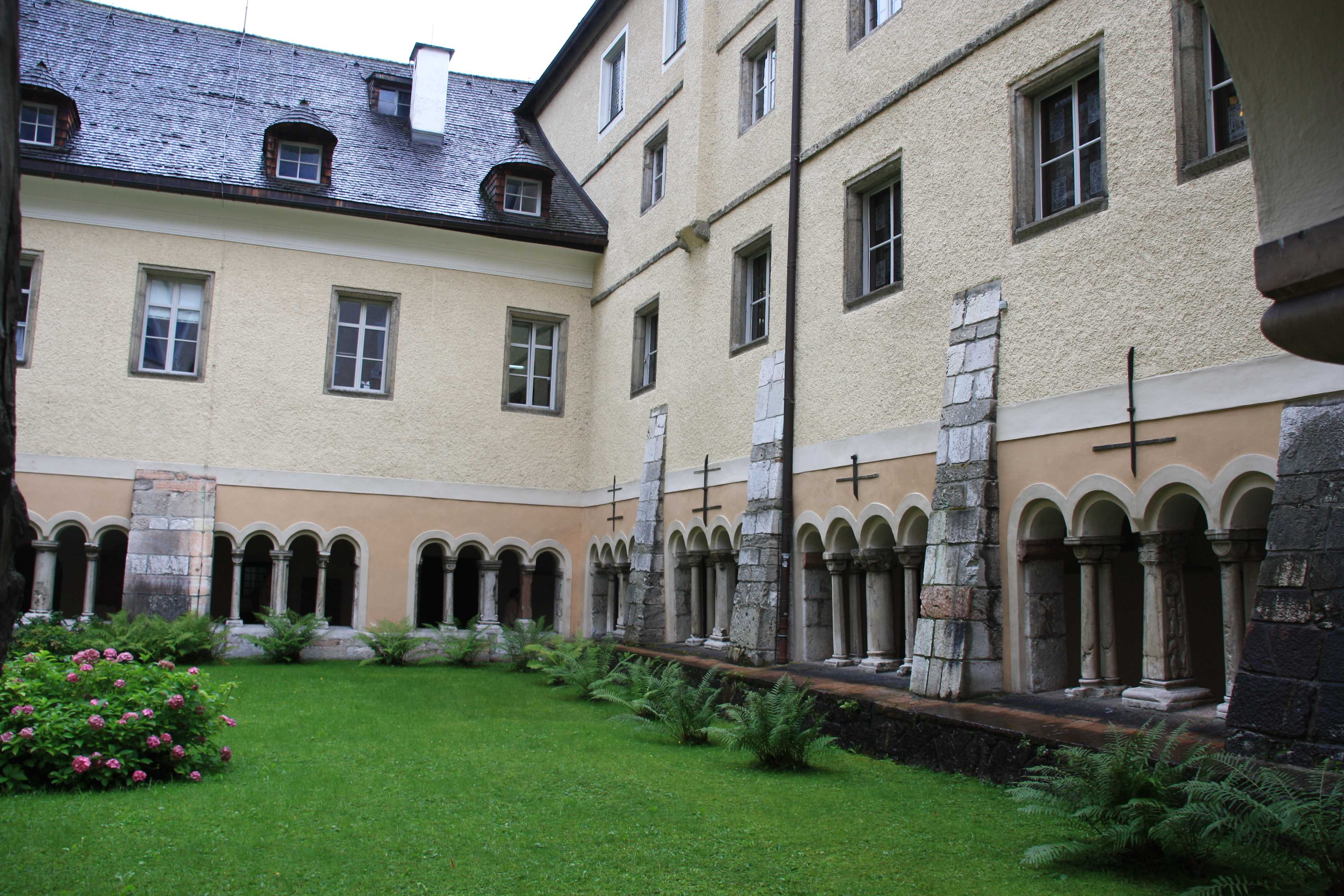
Der Innenhof des Schlosses

Gräfin Irmingard von Sulzbach gelobte die Gründung eines Augustiner-Chorherrenstifts. Noch im Jahr ihres Todes nahm ihr Sohn Berengar I. von Sulzbach zusammen mit Eberwin als erstem Propst dessen Errichtung ab 1101 in Angriff. Beginnend mit bis zu sieben Chorherren (die ersten aus Rottenbuch im Allgäu) veranlasste Eberwin Rodungen und erweiterte das Stift nach und nach. So wurde unter seiner Ägide 1122 ein Bauabschnitt oder „Notbau“ der zum heutigen Schlossensemble gehörenden Stiftskirche St. Peter und Johannes der Täufer von dem Salzburger Erzbischof Konrad geweiht. Dem folgten nach seinem Tod in der zweiten Hälfte des 12. Jahrhunderts ein massivere Bauausführung als dreischiffige romanische Pfeilerbasilika und vermutlich auch die ersten Türme, von denen es jedoch weder eine Beschreibung noch eine Abbildung gibt.
In den folgenden Jahrhunderten wurden die angrenzenden Klostergebäude ebenfalls immer weiter ausgebaut. Auf der Ostseite des um 1180 erbauten romanischen Kreuzgangs entstand eine zweischiffige gotische Halle. Ihr folgten auf der Südseite um 1500 Renaissance-Säle. 1725 entstand der barocke Südflügel. Da die Chorherren nie genug Geld hatten, alles auf einmal zurückzubauen und ein gänzlich neues Gebäude zu errichten, haben sich die unterschiedlichen Gebäudeteile bis heute erhalten.
Als Sitz zunehmend mit Machtfülle ausgestatteter Stifts- und Fürstpröpste fungierten die nicht explizit geistlich bestimmten Gebäudeteile als weltliche Residenz einer Landesherrschaft über das Berchtesgadener Land, das, ab 1559 zur Fürstpropstei Berchtesgaden erhoben, bis zur Säkularisation 1803 ein eigenständiges, reichsunmittelbares Fürstentum war.
→ Siehe auch Geschichtsabschnitte: Fürstpropstei Berchtesgaden und Berchtesgaden

### Jagdschloss der bayerischen Könige

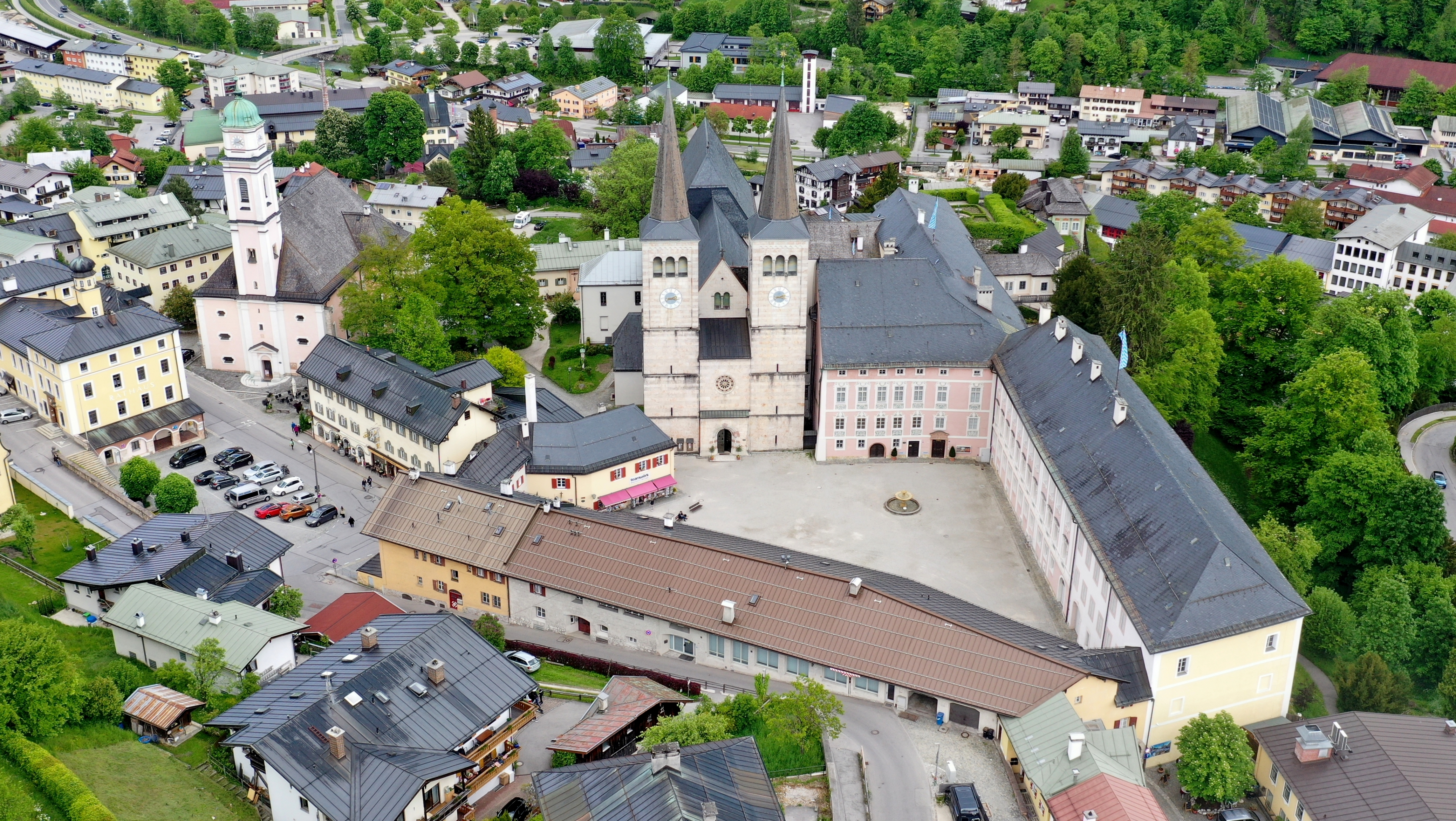
Ensemble Stiftskirche und Königliches Schloss (Draufsicht)

Nach der Säkularisation im Jahr 1803 und dem damit verbundenen Ende der pröpstlichen Herrschaft war das Land Berchtesgaden erst dem neugegründeten Kurfürstentum Salzburg, ab 1805 dem Kaiserreich Österreich und 1809 für kurze Zeit Napoleons Frankreich einverleibt worden. 1810 kam es schließlich zum Königreich Bayern.
1818 wurde der älteste Teil des Schlosses als Sommersitz für König Maximilian I. eingerichtet, während die erste und zweite Etage sowie das Archivgebäude bis 1828 an das Landgericht Berchtesgaden verpachtet waren. Neben Maximilian I. hielten sich auch noch die ihm nachfahrenden bayerischen Könige Ludwig I. und Maximilian II., der sich zudem in Berchtesgaden die Königliche Villa errichten ließ, und insbesondere der Prinzregent Luitpold und dessen Sohn König Ludwig III. des Öfteren im ehemaligen Stift auf.
Nachdem er 1918 im Zuge der Novemberrevolution seine Anwartschaft auf den Thron verloren hatte, bezog Kronprinz Rupprecht von Bayern mit seiner Familie das Schloss in Berchtesgaden. Ihr Aufenthalt währte von 1922 bis 1933 und es kamen darin drei seiner Kinder zur Welt.
1952 hat das Landgericht Traunstein im Schloss den bundesweit Aufsehen erregenden „Küßwetter-Prozess“ geführt.
Neben der teilweisen Nutzung als öffentlich zugängliches Museum (siehe nachfolgende Abschnitte) dient das Schloss als Nebenwohnsitz von Rupprechts Enkel Franz Herzog von Bayern.
Das gesamte Schlossensemble ist unter der Aktennummer E-1-72-116-3 als denkmalgeschütztes Baudenkmal von Berchtesgaden verzeichnet. Ebenso wird sie als Bodendenkmal unter der Aktennummer D-1-8344-0052 im Bayernatlas als „untertägige mittelalterliche und frühneuzeitliche Befunde im Bereich der ehem. Augustinerchorherrenstifts- und Kath. Pfarrkirche St. Peter und Johannes in Berchtesgaden und ihrer Vorgängerbauten sowie den anschließenden Stiftsgebäuden ("Königsschloss")“ geführt.

## Museen

### Schlossmuseum
Bereits Kronprinz Rupprecht machte Teile des Schlosses der Öffentlichkeit zugänglich. Deren Besichtigung ist allerdings nur mit einer Führung möglich und umfasst derzeit 30 von insgesamt 214 Räumen, die Rupprecht mit originalen Möbeln, Tapisserien und Gemälden aus der jeweiligen Epoche ausgestattet hatte. Drei Rüstkammern zeigen Jagdgewehre und -pistolen aus drei Jahrhunderten sowie Saufedern, Hellebarden, Partisanen und Rüstungen.
Zu den ausgestellten Möbelstücken zählen ein sogenannter Liedertisch von 1591, dessen aus Solnhofener Stein gefertigte und mit Salpetersäure bearbeitete Tischplatte zudem in Steinätztechnik neben einer sechsstimmigen Motette von Palestrina (Solve jubente Deo) einen immerwährenden Kalender, Allegorien der Planeten sowie das von Dutzenden Städtewappen umrahmte Wappen des Hauses Wittelsbach  aufweist. Ein barocker Schreibschrank von 1750 hingegen wird auch „Sträflingsschrank“ gekannt, da ihn der Schreinermeister Johann Georg Wahl in der Hoffnung auf eine Begnadigung für Kurfürst Karl Theodor von der Pfalz anfertigte, der ihn wegen Missbrauchs des Kurfürstlichen Siegels zu einer Haftstrafe verurteilt hatte. Der Schreibschrank enthält 72 Schubladen, wovon zwei Geheimschubladen sind, und ist mit Intarsien aus Perlmutt, Elfenbein, Ebenholz und gefärbten Holz verziert.

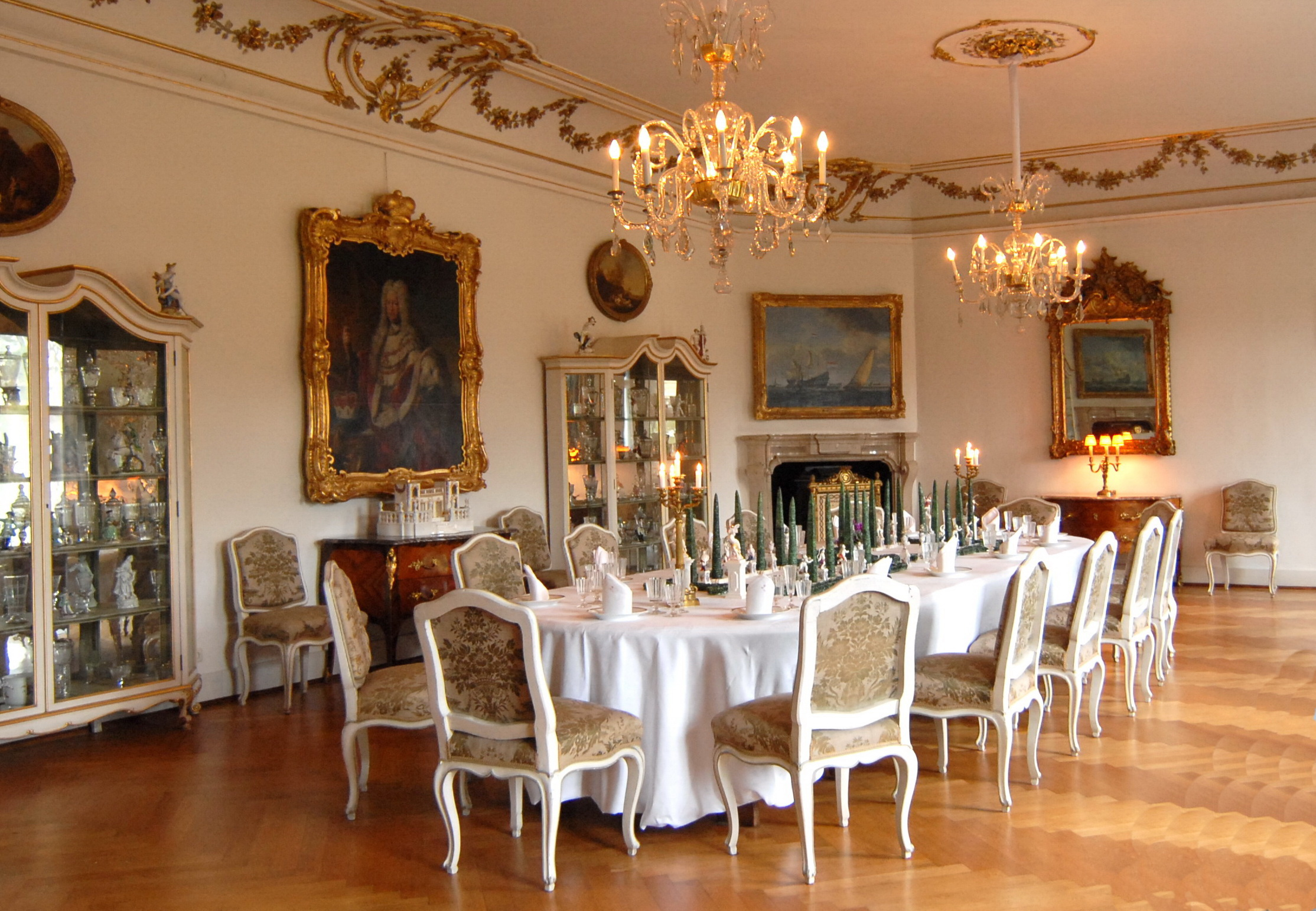
Großer Speisesaal mit Tafelaufsatz aus Nymphenburger Porzellan

Im Großen Speisesaal wird wertvolles Nymphenburger Porzellan von 1755 präsentiert, das den Nymphenburger Schlossgarten darstellen soll. Als dieser Tafelaufsatz erstmals präsentiert wurde, galt er als derartige Attraktion, dass zu seinem Schutz Wachen bereitgestanden haben.
Zu besichtigen sind auch zahlreiche Kunstwerke und Gemälde von Künstlern wie Tilman Riemenschneider, Veit Stoß, Peter Gertner, Barthel Beham sowie verschiedene Gemälde der Münchner Schule.
Im Sommer ist bei schönem Wetter auch der kleine Rosengarten geöffnet.
Führungen im Schloss Berchtesgaden werden ganzjährig angeboten. Regelmäßige Sonderveranstaltungen sind zudem u. a. Musikführungen unter dem Motto „Eine kleine Schlossmusik“, bei denen eine Sängerin jeweils zur Ausstattung verschiedener Räume passende Musik vorträgt. In der (Vor-)Weihnachtszeit gibt es wiederum Adventsführungen mit weihnachtlichen Texten und Gesang sowie Abendführungen im Kerzenschein.

### Rehmuseum
Seit dem Jahr 2005 ist in den Stallungen des Schlosses das Rehmuseum untergebracht. Es wurde unter der Leitung des Jagdhistorikers Bernd E. Ergert errichtet. Vor allem für Jagd- und Naturfreunde bietet es einen interessanten Einblick in die Wildwissenschaft. Das Museum zeigt die Trophäen und wissenschaftlichen Sammlungen von Albrecht Herzog von Bayern.